# Seminobatrachus
Seminobatrachus es un género extinto de salamandra neoténica de finales del Paleoceno a principios del Eoceno, encontrada en los depósitos fósiles de la región de Cherkasy, en Ucrania central. Es conocida a partir de 14 esqueletos de un hoyo excavado cerca del pueblo de Boltyshka. Fue nombrado originalmente por Pavel P. Skutschas y Yuri M. Gubin en el año de 2011 y la especie tipo es Seminobatrachus boltyschkensis.